# Corennys
Corennys is een kevergeslacht uit de familie van de boktorren (Cerambycidae). De wetenschappelijke naam van het geslacht werd voor het eerst geldig gepubliceerd in 1884 door Bates.

## Soorten
Corennys omvat de volgende soorten:
- Corennys caduca Holzschuh, 1998
- Corennys cardinalis (Fairmaire, 1887)
- Corennys circellaris Holzschuh, 1992
- Corennys conspicua (Gahan, 1906)
- Corennys notatipes (Pic, 1927)
- Corennys sanguinea Kano, 1933
- Corennys sensitiva Holzschuh, 1998
- Corennys sericata Bates, 1884
- Corennys taiwana Hayashi, 1963
- Corennys takakuwai Ohbayashi N. & Niisato, 2009